# Sibirska perunika
Sibirska perunika (lat. Iris sibirica), vrsta perunike raširene po Euroaziji. Raste na nizinskim vlažnim i močvarnim livadama srednje i istočne Europe, zapadnog i srednjeg Sibira, te Balkanskog poluotoka, Kavkaza, Male Azije.
Svi dijelovi su joj otrovni, posebno rhizom.
Nije priznata nijedna podvrsta sibirske perunike, pa tako ni kojnička perunika Iris sibirica L. subsp. errirhiza, koja je svojevremeno bila priznata kao posebna vrsta Iris erirrhiza Posp., a javlja se na nekoliko izoliranih lokaliteta Hrvatske, Slovenije i Bosne i Hercegovine, a ime je dobila po slovenskoj planini Kojnik.

## Uzgojne sorte
Suvremene sibirske perunike rezultat su intraspecifične selekcije ili, što je češće, hibrida od oko jedanaest vrsta, koji čine sibirske irise ( lat.  Sibiricae )  .
Obično je visina sortnih sibirskih irisa od 60 cm do 120 cm. Postoje patuljaste sorte. Cvjetovi mogu biti plave, ljubičaste, crveno-ljubičaste i u boji mogu biti prisutne i žute, smeđe i narančaste nijanse. Osim atraktivnog cvijeća, sibirski irisi su popularni zbog visoke dekorativnosti lišća tijekom čitave vegetacijske sezone  .
Organizacija koja se bavi registracijom novih sorti je American Iris Society - AIS .

## Uzgoj
Sibirske perunike zahtijevaju minimalnu njegu i jedna su od najtvrdokornijih trajnica.
Zona otpornosti na mraz : 3-9.
Vrijeme cvatnje približno se podudara s vremenom cvjetanja bradatih irisa .
Odabir lokacije određuje činjenica da sibirskim perunikama treba pola dana ili više izravne sunčeve svjetlosti i umjereno vlažna tla.
Optimalna pH vrijednost kiselosti tla = 5,5-6,5. Sadnja se vrši na način da se od vrha rizoma do površine tla nalazi oko 2 cm. 
Stare biljke mogu se podijeliti i presaditi kad im se smanji cvjetanje, obično u dobi od 4-10 godina. U zonama 3-5, bolje je presaditi u proljeće, u zonama 6-9 - početkom jeseni. U jesen, nakon što lišće odumre, preporučuje ga se izrezati i ukloniti iz vrta .

## Poznatiji kultivari
'Albiflora':  bijeli cvjetovi
'Möve': cvjetovi boje bjelokosti.
'Superba': ranije cvatuća sorta.
Ostali znamenitiji kultivari ( od oko 700 stvorenih):'Acuta' ; 'Alba Grandiflora' ; 'Band of Angels'; 'Butter and Sugar' );'Caesar's Brother';[9] 'Caesar's Ghost' ; 'Cambridge' (stvoren 1964); 'Coronation Anthem';[ 'Dancing Nanou'; 'Dewful'; 'Dreaming Spires' (cstvoren 1964); 'Ego' (a rich blue); 'Elmeney' ; 'Enid Burgoyne' ; 'Ewen'; 'Flight Of Butterflies'; 'Forward And Back' ; 'Grandis' ; 'Heavenly Blue'; ‘King of Kings’ (bijela); 'Lactea' ; 'Leucantha'; 'Little Blue Sparkler' ; 'Mongolius' ; ‘Mysterious Monique’; 'Navy Blue'; 'Nigrescens'; 'Niklasse'; 'Papillon' (svijetlo plava); 'Perry's Blue' ; ‘Placid Waters’ (boje lavande); 'Prairie In Bloom' ; 'Pritiazheniye' ; 'Royal Blue' 'Ruffled Violet'; 'Ruffles Plus';[48]‘Savoir Faire’ (many deep blue flowers held above the dense narrow foliage); 'Shaker's Prayer' ; 'Sibirica Alba'; 'Sibirica Albescens'; 'Sibirica Angustifolia' ; 'Sibirica Atropurpurea' ; 'Sibirica Baxteri' ; 'Sibirica Blue Bird' ; 'Sibirica 'Compacta' ; 'Sibirica Cristata' ; 'Sibirica Flore Pleno' ; 'Sibirica Gracilis' ; 'Sibirica Mrs. Perry' ; 'Sibirica Nana' ; 'Sibirica Nana Alba' ; 'Sibirica Papillon' ; 'Sibirica Snowdrift' ; 'Silver Edge'; 'Sky Wings'; 'Snow Prince'; 'Snow Queen' ; ‘Southcombe White’; ‘Sultan’s Ruby’ (deep magenta blooms); 'Summer Sky'; ‘Super Ego’; 'Swank'; 'U.S.O.'; ‘Violet Flare’;
- I. sibirica
- I. sibirica
- I. sibirica